# Důl Doblhoff III
Důl Doblhoff III (po roce 1947 důl Kateřina) byl hnědouhelný důl, který byl založen hrabětem Friedrichem Westphalenem z Fürstenbergu v roce 1882 a nacházel se v Severočeském hnědouhelném revíru v obci Modlany. Těžbu ukončil dne 30. června 1964.

## Historie dolu
Důl Doblhoff III byl založen hrabětem Friedrichem Westphalenem z Fürstenbergu roku 1882. Důl se nacházel v obci Modlany v Ústeckém kraji a byl to největší důl na Teplicku. V roce 1891 byl důl prodán za 3,6 milionu Mostecké uhelné společnosti spolu s doly Barbara a Prokop v Oldřichově, Julie, Milada a Neuhoffnung (Nová Naděje) u Chabařovic a Petri u Českého Újezdu.
Dne 26. března 1932 se 659 horníků dolu připojilo k tzv. velké mostecké stávce. Po skončení druhé světové války byl přejmenován po nejstarší zaměstnankyni závodu na Kateřina. Důl Kateřina byl definitivně uzavřen dne 30. června 1964. Zbytkové uhlí bylo později vyuhleno povrchovou těžbou povrchovým lomem Chabařovice.
Dále v oblasti byly: důl Doblhoff I v Modlanech-Soběchleby, vznikl roku 1870 a vlastníkem byl hrabě Westphalen, důl Doblhoff II v Bohosudově, vznikl v roce 1872 a důl Doblhoff IV v Modlanech, vznikl v roce 1902.

### Popis dolu
Důl dobýval z hloubky 165 metrů hnědé uhlí, které bylo uloženo v poli s mnoha tektonickými poruchami zaplněnými mourovým uhlím a jílem. Mocnost sloje se pohybovala od 7,5 do 14 metrů a byla těžena komorováním ve dvou, nebo třech lávkách na výšku tří až pět metrů. V důlních dílech, kde často docházelo k samovznícení uhlí, se k zmáhání používala ohňařská metoda, to znamená, že v bocích díla byly provedeny boční záseky a zapařené uhlí se odtěžilo. Dutiny byly obezděny a vyplněny popelem. Kolem roku 1898 se v důlních dílech začalo budovat vodovodní potrubí z důvodu častých záparů a v roce 1902 již byl rozvod vody v podzemí dlouhý cca 4 km.

### Větrání
Protože důl byl zařazen mezi doly „s třaskavými větry I. třídy nebezpečí“, byl rozdělen na dvě větrné oblasti, kde větrání zabezpečovaly jedna vtažná, jedna neutrální a dvě výdušné jámy. Výdušné jámy byly vybaveny ventilátory Shiele o průměru 3 metry a při 200 otáčkách za minutu a depresi 300 Pa odsávaly 2 400 m³/min. Pro zabezpečení proti výbuchům bylo v severním poli k osvětlení výhradně používáno bezpečnostních benzínových lamp výrobce firmy Friemann and Wolf. Umělé větrání v dole bylo zavedeno teprve v roce 1898.

## Havárie roku 1902
Ve středu 30. dubna 1902 došlo po půl páté ráno na Dole Doblhoff k výbuchu požárních plynů a uhelného prachu. Tato tragédie si vyžádala 13 obětí na životech, 5 horníků bylo těžce zraněno. V roce 1902 pracovalo na dole kolem 300 horníků a těžil denně na 70 vagónu uhlí. Ke kritické havárii došlo ve staré severní úpadnici s lanovkou o délce 800 metrů a sklonem 2°, která procházela několika místy se značnými tektonickými poruchami s rozvinutým systémem mourových trhlin, kde již dříve docházelo k častým záparům. Ve 4:39 h, po nástupu důlního s pěti ohňaři k místu zdolávání záparu, nastal výbuch požárních plynů a následně i uhelného prachu. Výbuch byl tak intenzivní, že vzdušná rázová vlna prošla celou lanovkou a rozšířila se k těžní jámě a tou vyrazila až na povrch a strhla střechu důlní budovy. Ihned po explozi sfárali na pomoc postiženým záchranáři, vedení závodním dolu K. Brauerem, s naddůlním a jedním z inženýrů. Podrobnější popis záchranných a asanačních prací se nedochoval. Za zmínku stojí, že během výbuchu zahynuli v dole všichni koně, kteří byli používáni k vyvážení uhlí.
Vedení dolu nebyla prokázána žádná vina a bylo konstatováno, že práce na zmáhání záparu byly vedeny podle zvyklostí a zkušeností, které se v revíru používaly a osvědčily.

## Havárie roku 1963
Na začátku odpolední směny ve čtvrtek 3. ledna 1963 došlo na dole Kateřina k požáru ze samovznícení, při kterém přišlo o život patnáct horníků. Není známo, jak dlouho trval proces samovznícení nad chodbou 105 ve třímetrové nadstropní lavici. Vlivem deprese vedl průtahy do starých chodeb a zplodiny hoření tak nebyly zjištěny. Následně dne 3. ledna v 15:20 h zjistil revírník 2. úseku kouře, které se táhly k výdušné jámě č 4. Prvotní okamžitý přímý zásah vodou nebyl možný z důvodu rozpojení vodního potrubí. Dále bylo zjištěno, že na likvidaci požáru v dole byla po jeho ohlášení poslána neúplná četa báňských záchranářů, které se po opakovaných pokusech nepodařilo proniknout k ohni a z ohroženého místa se musela stáhnout.
Při vyšetřování příčin havárie byla nalezena řada porušení bezpečnostních předpisů. Hlavním nedostatkem bylo rozpojení požární vody a opožděné odvolání osádky z ohrožené oblasti.
Pomníček obětem katastrofy byl odhalen v obci Nové Modlany v roce 1996.